# Salondame
Die Salondame bezeichnet ein weibliches Rollenfach auf der Theaterbühne. Die Rolle der Salondame ist dabei gekennzeichnet durch eine besondere mondäne Eleganz in Erscheinung und Sprechweise. Die Salondame vertritt auf der Bühne im Allgemeinen die „elegante, mit gesellschaftlichen Talenten begabte, mitunter auch intrigante Dame von Welt“.
Besondere Ausprägung fand das Rollenfach hauptsächlich seit Mitte des 19. Jahrhunderts in den französischen Salonstücken und Salonkomödien. Auch in den Gesellschaftskomödien von Oscar Wilde ist der Typus häufig vertreten. Im klassischen Bühnenrepertoire werden Rollen wie die Prinzessin Eboli in Don Karlos oder die Lady Milford in Kabale und Liebe dem Rollenfach der Salondame zugerechnet. In der Theaterpraxis fand oft auch eine Unterteilung in das Fach der „Jugendlichen Salondame“ und das der „Salondame“ statt. 
Auch im Bereich des Musiktheaters ist das Rollenfach der Salondame anzutreffen. Dies gilt insbesondere für die meisten Fachpartien der Operettendiva, aber auch für Partien in einigen Musicals, wie die Iduna Obolski in Feuerwerk oder die Titelrolle in Hello, Dolly!.   
Die Fachbezeichnung „Salondame“ fand sich bis Mitte des 20. Jahrhunderts häufig auch in den Engagementsverträgen und Arbeitsverträgen der Schauspielerinnen, um das Rollenfach zu umreißen und als Grundlage für eventuelle Rechtsstreitigkeiten, beispielsweise vor dem Bühnenschiedsgericht. Zu den Schauspielerinnen, die das Rollenfach der „Salondame“ vertraten, gehörten im 20. Jahrhundert insbesondere Lil Dagover, Hilde Hildebrand, Gisela Uhlen (insbesondere auch im Boulevardtheater), Adelheid Seeck und Irene Korb, aber auch Carola Neher, Fita Benkhoff und Ilka Grüning. In Wien verkörperten insbesondere Susanne von Almassy, Susi Nicoletti und Senta Wengraf das Rollenfach der Salondame.
Der Begriff „Salondame“ wurde über das Theater hinaus auch im kulturgeschichtlichen Bereich seit Beginn der Epochen der Frühen Neuzeit verwendet, um Damen zu charakterisieren, die literarische und künstlerische Salons führten, und über besonderes Geschick und Talent im gesellschaftlichen Umfang verfügten. Als Inbegriff der Wiener Salondame gilt Lotte Tobisch.